# Vyšný Čaj
Vyšný Čaj es un municipio del distrito de Košice-okolie en la región de Košice, Eslovaquia, con una población estimada a final del año 2024 de 317 habitantes.
Se encuentra ubicado en el centro de la región, en la cuenca hidrográfica del río Sajó (afluente derecho del Tisza) y cerca de la frontera con la región de Prešov y con Hungría.

## Demografía
| Año        | 1994 | 2004     | 2014    | 2024    |
| ---------- | ---- | -------- | ------- | ------- |
| Población  | 269  | 301      | 295     | 317     |
| Diferencia |      | +11,89 % | −1,99 % | +7,45 % |

| Año        | 2023 | 2024    |
| ---------- | ---- | ------- |
| Población  | 318  | 317     |
| Diferencia |      | −0,31 % |